# Бабляк, Леся Леонидовна
Леся Леонидовна Бабляк (укр. Леся Леонідівна Бабляк, род. 5 февраля 1977, Львов) — украинская художница декоративно-прикладного искусства. Работает в области религиозной живописи. Член СУОМА.

## Биография
Родилась во Львове. В 1990-х уехала в Австралию. Там же присоединилась к отделению Нового Южного Уэльса Союза украинских изящных художников Австралии. В 1997 году окончила Львовский колледж декоративно-прикладного искусства. В этом же году поступила во Львовскую академию искусств, где училась под руководством В. Овсийчука и К. Маркевича.
Работает учителем изобразительного искусства лицея №157 г. Киева и Киевской детской Академии искусств имени М.И. Чембержи.
С 1997 года – участница выставок. В 2000 году у Леси была персональная выставка в Сиднее (Австралия), в 2007 году – во Львове. Неоднократная участница и гостья художественных фестивалей.
Автор росписи икон прихода УГКЦ Рождества св. Иоанна Крестителя в Слупске.
Среди основных произведений — «Архангел Гавриил» (1999), «Архангел Михаил» (1999), «Благовещение» (1999), «Спас-Вседержитель» (2000), «Богородица Нежности» (2000), «Святые Кирилл и Мефодий» (2003).